# گری دنیلز
گری دنیلز (به انگلیسی: Gary Daniels) (زاده ۹ مهٔ ۱۹۶۳) یک رزمی کار، بازیگر و تهیه کننده هماهنگ‌کننده مبارزه و قهرمان سابق سبک‌وزن سبک وزن کیک بوکسینگ جهان است. دنیلز که در لندن، انگلستان زاده شد و بزرگ شد، در سن هشت سالگی شروع به گذراندن درس هنرهای رزمی کرد. در اواخر نوجوانی، او به یک کیک بوکسور رقابتی تبدیل شد. در سال ۱۹۸۰، دنیلز برای ادامه این ورزش به ایالات متحده نقل مکان کرد. در سال ۱۹۹۰، قهرمان سبک‌وزن سبک وزن (انجمن جهانی کیک بوکسینگ) ایالت کالیفرنیا و قهرمانی سبک‌وزن سبک وزن جهانی (انجمن حرفه ای کاراته) شد.

## گزیده فیلم‌شناسی
- انتقام نهایی (۱۹۸۸)
- شکارچی شهر (۱۹۹۳)
- شوالیه‌ها (۱۹۹۳)
- مشت ستاره شمالی (۱۹۹۵)
- ماه خونین (۱۹۹۷)
- لگد (۱۹۹۸)
- تباه‌کننده (۱۹۹۸)
- نیروی دلتا: آخرین عملیات (۲۰۰۰)
- خط (۲۰۰۹)
- بازی مرگ (۲۰۱۰)
- آن سوی خط (۲۰۱۰)
- تکن (۲۰۱۰)
- بی‌مصرف‌ها (۲۰۱۰)
- علامت (۲۰۱۲)
- تکن ۲: انتقام کازویا (۲۰۱۴)
- اشتباه (۲۰۱۴)
- عدم تحمل (۲۰۱۵)
- ترافیک پوست (۲۰۱۵)
- رامبل (۲۰۱۶)
- من انتقام هستم (۲۰۱۸)